# Колібрі-барвограй
Колі́брі-барвограй (Metallura) — рід серпокрильцеподібних птахів родини колібрієвих (Trochilidae). Представники цього роду мешкають в Андах.

## Види
Виділяють дев'ять видів:
- Колібрі-барвограй зеленогорлий (Metallura tyrianthina)
- Колібрі-барвограй золотистий (Metallura iracunda)
- Колібрі-барвограй зелений (Metallura williami)
- Колібрі-барвограй пурпуровогорлий (Metallura baroni)
- Колібрі-барвограй еквадорський (Metallura odomae)
- Колібрі-барвограй мідний (Metallura theresiae)
- Колібрі-барвограй червоногорлий (Metallura eupogon)
- Колібрі-барвограй перуанський (Metallura aeneocauda)
- Колібрі-барвограй чорний (Metallura phoebe)

## Етимологія
Наукова назва роду Metallura походить від сполучення слів дав.-гр. μεταλλον — метал і ουρα — хвіст.